# 農園労働者の雇用条件に関する条約
農園労働者の雇用条件に関する条約（のうえんろうどうしゃのこようじょうけんにかんするじょうやく、英語: Convention concerning Conditions of Employment of Plantation Workers）は、国際労働機関の条約。1958年6月24日に採択、1960年1月22日に発効した。プランテーションの労働者の保護を定めた条約である。
2022年8月時点で12か国が批准しており、うちブラジルが1970年に、リベリアが1971年に脱退している。